# Monophyllorchis
Monophyllorchis – rodzaj roślin z rodziny storczykowatych (Orchidaceae). Obejmuje 6 gatunków występujących w Ameryce Południowej i Środkowej w Kolumbii, Kostaryce, Ekwadorze, Nikaragui, Panamie.

## Systematyka
Rodzaj sklasyfikowany do podplemienia Triphorinae w plemieniu Triphoreae, podrodzina epidendronowe (Epidendroideae), rodzina storczykowate (Orchidaceae), rząd szparagowce (Asparagales) w obrębie roślin jednoliściennych.
Wykaz gatunków
- Monophyllorchis chocoensis Szlach., S.Nowak & Baranow
- Monophyllorchis colombiana Schltr.
- Monophyllorchis idroboi Szlach., S.Nowak & Baranow
- Monophyllorchis isthmica Kolan.
- Monophyllorchis maculata Garay
- Monophyllorchis microstyloides (Rchb.f.) Garay